# Gharaunda
Gharaunda è una città dell'India di 30.179 abitanti, situata nel distretto di Karnal, nello stato federato dell'Haryana. In base al numero di abitanti la città rientra nella classe III (da 20.000 a 49.999 persone).

## Geografia fisica
La città è situata a 29° 32' 15 N e 76° 58' 18 E e ha un'altitudine di 212 m s.l.m..

## Società

### Evoluzione demografica
Al censimento del 2001 la popolazione di Gharaunda assommava a 30.179 persone, delle quali 16.293 maschi e 13.886 femmine. I bambini di età inferiore o uguale ai sei anni assommavano a 4.204, dei quali 2.273 maschi e 1.931 femmine. Infine, coloro che erano in grado di saper almeno leggere e scrivere erano 20.192, dei quali 11.991 maschi e 8.201 femmine.